# Oyonnax Rugby
El Oyonnax Rugby es un equipo francés profesional de rugby con sede en la comuna de Oyonnax y que disputa el Pro D2, el segundo nivel competitivo del país.

## Historia

### Los inicios del rugby en Oyonnax
La historia del rugby en Oyonnax comenzó en 1909 cuando Jules Verchère fundó un pequeño club local llamado Club Sportif Oyonnaxien. 
En aquella época, la ciudad de Oyonnax contaba con tres clubes de rugby :
- Club Sportif Oyonnaxien (CSO)

- L’Avenir d’Oyonnax

- Club des Sports Ouvriers

En 1942, estos tres clubes se fusionaron para formar la USO:Union Sportive Oyonnaxienne, un nombre que perdurará a través de los años hasta 2018.

### 2 vicecampeón de Francia y 1 vez en 1 división (1967)
Oyonnax está progresando en la jerarquía nacional clasificándose regularmente para las fases finales del campeonato francés 2. En 1964, Oyonnax sólo fue eliminado en octavos de final por Condom.
En 1967, el US Oyonnax jugó la final de la 2 División siendo derrotado por el CA Castelsarrasinois con un marcador de 11 a 6. Pero esto no impide al club ascender a la primera división, un campeonato dividido en ocho grupos y que reúne a los sesenta y cuatro mejores clubes franceses. Las temporadas en la primera división fueron difíciles, como en 1969 cuando USO logró su clasificación en la última jornada del campeonato  pero permaneció allí de forma continua durante cinco temporadas, desde la temporada 67-68 hasta la temporada 71-72 antes descender a segunda división para la temporada 72-73, disputando la semifinal en 1974 lo que le permitió regresar a primera división para la temporada 1974-1975 . antes de retroceder a la tercera división a mediados de la década de 1980 . El regreso a la primera división se hizo efectivo en 1988, y USO ganó el campeonato en 2001. Permaneció allí hasta 2003, cuando una victoria ante su rival US Bressane en semifinales le permitió acceder a la segunda división profesional del rugby francés, el campeonato Pro D2 . La final contra el Limoges se perdió con un resultado de 20 a 18.

### La era de Urios (2007-2015)

#### Primer equipo de Pro D2 en ganar una semifinal como visitante (2009)
En la primavera de 2009, después de un muy buen final de temporada (victorias a domicilio en Grenoble y Narbonnedurante los dos últimos días), el club terminó 5 en la Pro D2 y se clasificó por primera vez para una semifinal. La semifinal se jugó contra Agen (en el Stade Armandie ), y Oyonnax ganó 18-15, convirtiéndose en el primer equipo Pro D2 en ganar una semifinal fuera de casa. La final de ascenso contra el Albi, el 31 de mayo de 2009 en el estadio Yves du Manoir de Montpellier, se perdió con un resultado de 14-12. :El USO se benefició de un penalti "sobre la sirena" a los 60 m , pero el tiro de Sébastien Bouillot se fue unos centímetros por debajo del larguero, dando la victoria al SC Albi.

#### Ante 37.000 espectadores, el USO vence en Gerland al LOU (2011)
El 17 de abril de 2011 en la jornada 28 del campeonato, USO derrotó 19-18 en el Stade de Gerland al Lyon Olympique. Esta hazaña es aún más fenomenal porque fue el récord de asistencia para un partido de Pro D2 esa noche (aproximadamente 37.000 espectadores) y la primera derrota en casa de la temporada para el Lyon. Al final de un partido muy igualado, pero en el que los Haut-Bugistes dominaron, Jonathan Bousquet marcó un drop goal de 40 metros a un minuto de la sirena que dio la victoria a su equipo. Este último, que además anotó todos los puntos de su equipo, también logró un “Full House”, es decir, marcar de todas las maneras posibles durante un mismo partido.

#### Campeón de Francia Pro D2 y Primer ascenso al Top 14 (2013)
Al final de la temporada 2012-2013, USO alcanzó el Top 14 por primera vez en su historia. De hecho, el club ocupó el primer lugar en Pro D2 desde el 4 durante el día . La estadounidense Oyonnax valida definitivamente su billete a la élite durante la 27 jornada del Pro D2 en Brive, donde el club consigue el último punto necesario.

#### Play-off contra el Stade Toulousain en el Top 14 y clasificación para la Copa de Europa (2015)
Al final de la temporada 2014-2015, USO terminó sexto en la temporada regular y jugó por primera vez en su historia los play-offs en Toulouse (en el estadio Ernest-Wallon ) el 29 de mayo de 2015, donde perdió en la cuerda floja con un marcador de 20-19, después de haber liderado desde el final de la primera parte. Tras el descanso, con el ensayo de Hemani Paea, fue finalmente el joven pilar del Toulouse Cyril Baille quien marcó el ensayo de la victoria para el Stade Toulousain en el 74 minuto, pese al acierto a pie del goleador oyonnaxiano Benjamín Urdapilleta . El entrenador Christophe Urios y algunos jugadores importantes como Thibault Lasalle, Antoine Tichit, elegido mejor pilar izquierdo de la temporada según Rugbyrama, L'Équipe  y Rugbynistère  y Benjamin Urdapilleta dejan la USO para unirse al Castres Olympique.
Al final de la temporada 2015-2016, US Oyonnax descendió a Pro D2 . El fichaje del neozelandés All Black Piri Weepu, campeón del mundo en 2011, resultó ser un fracaso.
El descenso se hizo oficial al caer con fuerza en el terreno de juego del Stade Français (69-8).
La temporada estuvo marcada por la primera participación del club en la Copa de Europa, donde USO terminó tercero en el grupo detrás de Saracens, el futuro ganador, y Ulster, y por delante del Stade Toulousain.

#### Campeón de Francia Pro D2 y nuevo ascenso al Top 14 (2017)
Durante la temporada 2016-2017, en la 29 jornada del Pro D2, Oyonnax ganó 19-9 a USAP en el partido inaugural, antes de ver a Albi vencer a Agen 20-18 y a Dax hacer lo mismo contra Stade Montois 17-13. Estos resultados permiten a USO coronarse campeón de Francia Pro D2 por segunda vez en su historia y obtener su billete directo al Top 14.

### La era de Buononato (2017-2019)

#### Tras el descenso a Pro D2, US Oyonnax se convierte en Oyonnax Rugby en (2018)
El US Oyonnax perdió ante el FC Grenoble por 22 à 47 en el partido de play-off para el ascenso al Top 14  y sufrió otro descenso. El club aprovechó la oportunidad para redefinir su identidad, adoptando Oyonnax Rugby como su nuevo nombre oficial y presentando un nuevo logotipo.  

#### Semifinalista de Pro D2 (2019)
Al año siguiente, Oyonnax Rugby terminó segundo en la temporada regular, pero perdió en la semifinal (34-38) ante el futuro campeón francés, Aviron Bayonnais.

### La era de El Abd (desde 2019)
Joe El Abd, exjugador y entrenador de delanteros del club que siguió a Urios a Castres, regresó al club en 2019 para convertirse esta vez en gerente deportivo.
Para su primera temporada, el club se fortaleció reclutando a los internacionales Josh Tyrell, Lionel Beauxis y Pedro Bettencourt . El club estaba cuarto detrás del trío Colomiers, Perpignan y Grenoble antes de que se detuviera el campeonato debido a la pandemia de Covid-19.

#### Semifinalista de Pro D2 (2021)
Al año siguiente, en 2021, el club se fortaleció reclutando a muchos internacionales, entre ellos Manu Leiataua, Luke Hamilton, Josh Strauss, Chris Feauai-Sautia, Gabiriele Lovobalavu, Taylor Paris y Benjamin Fall.
Oyonnax terminó cuarto en la temporada regular antes de ganar el play-off contra el equipo de Colomiers . Sin embargo, Oyonnax fue eliminado en la semifinal del Pro D2, fuera de casa, contra USA Perpignan (27-15).

#### Semifinalista de Pro D2 (2022)
En 2022, Oyonnax mejoró su posición y terminó tercero en Pro D2 al final de la temporada regular, clasificándose así a los play-offs contra Colomiers . Oyonnax eliminó a Colomiers (19-15) como la temporada anterior y perdió en semifinales contra Bayonne.

#### Campeón de Francia Pro D2 y nuevo ascenso al Top 14 (2023)
Al final de una temporada ejemplar, Oyonnax terminó ampliamente primero, igualando su propio récord de puntos establecido en una temporada, de 111 puntos, establecido durante la temporada 2012-2013 Pro D2, al final de la cual el club había recibido su primer segundo puesto. título de campeón de división y entraba al Top 14 por primera vez. Tienen una ventaja de 24 puntos sobre su segundo clasificado, el Grenoble, y están automáticamente clasificados para la semifinal, en casa, con vistas al ascenso al Top 14. Oyonnax eliminó al Vannes en semifinales (26-21) y se convirtió en campeón de Francia Pro D2 al vencer al FC Grenoble en la final (14-3) en el Stade Ernest-Wallon de Toulouse. El Oyonnax Rugby vuelve a ascender al Top 14.
En la temporada 2023-2024, el club tendrá solo siete victorias y un empate y regresará al Campeonato Pro D2 un año después de dejarlo. 

### Rivalidades
Su rival clásico es el Union Sportive Bressane ya que ambos clubes están separados por solo 50 kilómetros. En la actualidad mantiene una fuerte rivalidad con el Football Club de Grenoble Rugby que ya es considerado un derby del rugby francés.

## Palmarés
- Pro D2 (2): 2012-13, 2016-17, 2022-23
- Federale 1 (1): 2000-01